# Summer Fantasy
Summer Fantasy is een album van BZN dat in 1979 werd uitgegeven. Het werd destijds uitgegeven op de toen gebruikelijke elpee en muziekcassette, maar later is dit album ook op cd verschenen.
Summer Fantasy stond 27 weken in de Elpee top 50. Goud en Platina werden met deze elpee bereikt.
Ter promotie werd een muziekspecial gemaakt voor de televisie, opgenomen in Nederland.
Op Summer Fantasy staan onder andere de top 40 hits: Oh me oh my, Marching on en de kerstsingle Felicidad. Eerst genoemde single kwam op een 12e positie in de top 40 terecht, Marching On kwam tot een 8ste notering en Felicidad bleef steken op een 7e plek.

## Tracklist
Kant A
1. Drink the wine [Th. Tol/J. Tuijp/C. Tol]
2. Oh me oh my [Th. Tol/J. Tuijp/C. Tol]
3. Dreamland [Th. Tol/J. Tuijp/C. Tol]
4. Crying time [Th. Tol/J. Tuijp/C. Tol]
5. A la campagne [Th. Tol/J. Keizer]
6. Marching on [Th. Tol/J. Tuijp/C. Tol]
Kant B
7. Singing in the rain [Th. Tol/J. Tuijp/C. Tol]
8. Felicidad [Th. Tol/J. Tuijp/C. Tol]
9. Summernights [Th. Tol/J. Tuijp/C. Tol]
10. Hey Joe [Th. Tol/J. Tuijp/C. Tol]
11. Falling in love [Th. Tol/J. Tuijp/C. Tol]